# NSWトレインリンクH形電車
NSWトレインリンクH形電車（NSWトレインリンクHがたでんしゃ）は、NSWトレインリンクが所有する2階建て電車。2006年から2012年にかけて220両が製造された。愛称のOSCAR（オスカー）は"Outer Suburban Rail Car"の略である。

## 概要
1970年からニューサウスウェールズ州の都市間電車として導入されたV形電車のうち、1977年以降製造された車両（DCM形、DCT形）の置き換え用として製造された形式。2003年から2009年の間に3次に渡って発注が行われた。
ステンレス車体を有する4両編成（制御車＋電動車＋電動車＋制御車）で、2本を繋いだ8両編成での運用も可能である。シドニー近郊路線に導入されたM形電車 "Millenium"と同様にトランスポート・デザイン・インターナショナル（Transport Design International）がデザインを手掛けており外見が類似しているが、長時間の乗車に対応するため中間電動車の1両にバリアフリーに対応したトイレが設置されており、前面や連結面などの塗装も異なっている。
座席は2階建て部分が転換式クロスシート、車体両端の1階建て部分はロングシートとなっており、監視カメラの設置を始めとした安全性や快適性を考慮した設計となっている。電機機器は三菱電機製のものを採用しており、電動機の出力は200kwである。

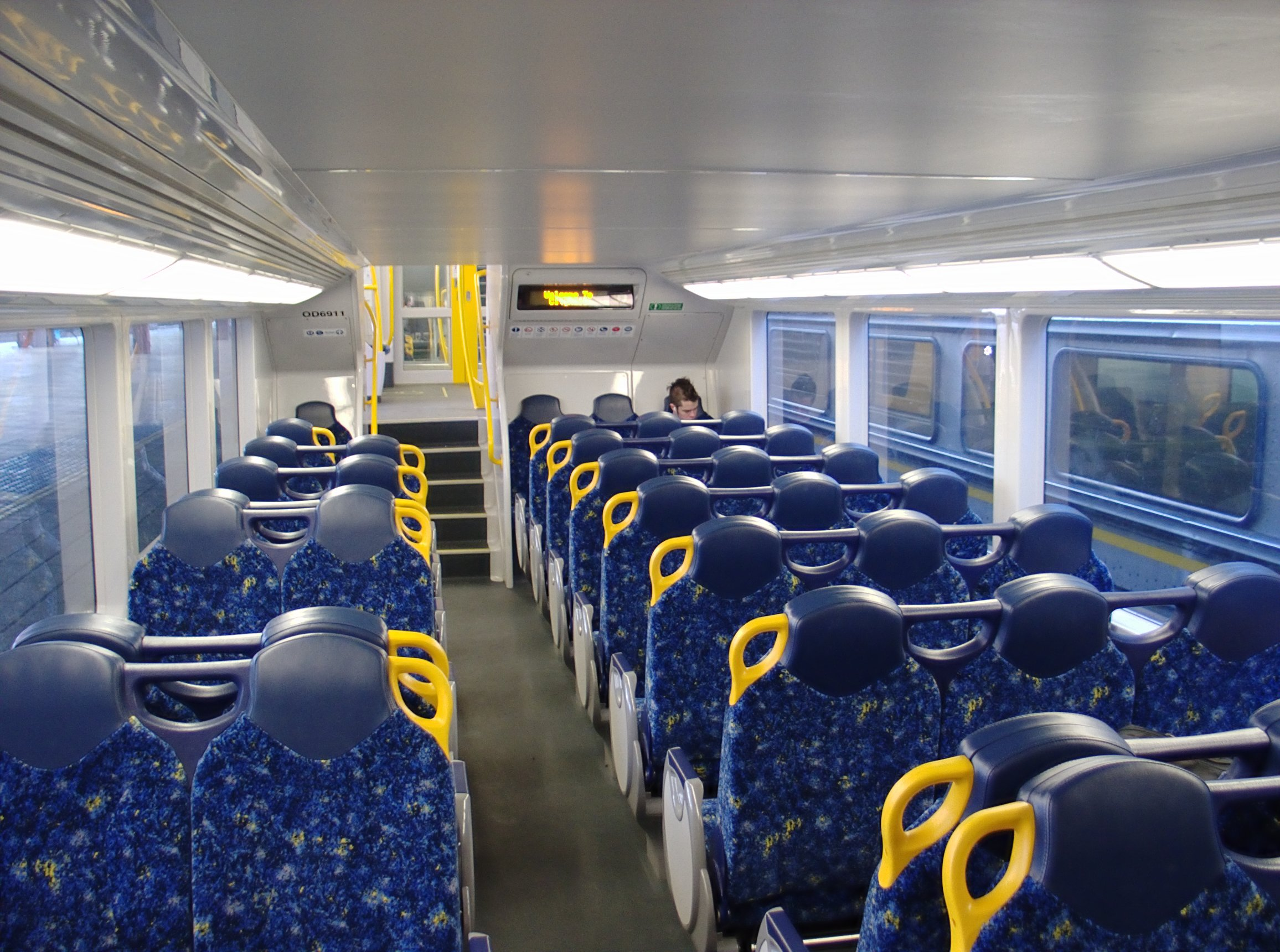
1階部分
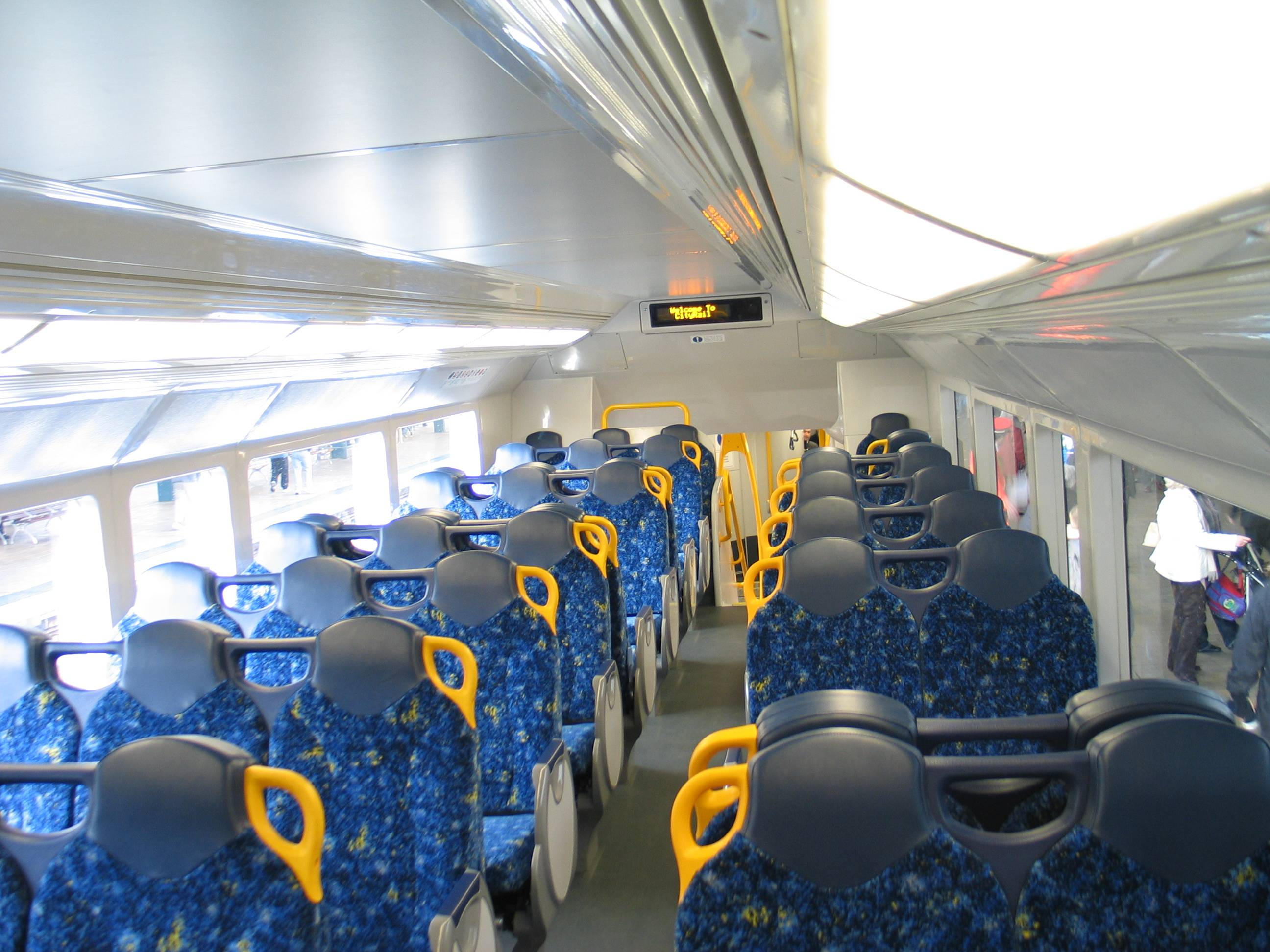
2階部分
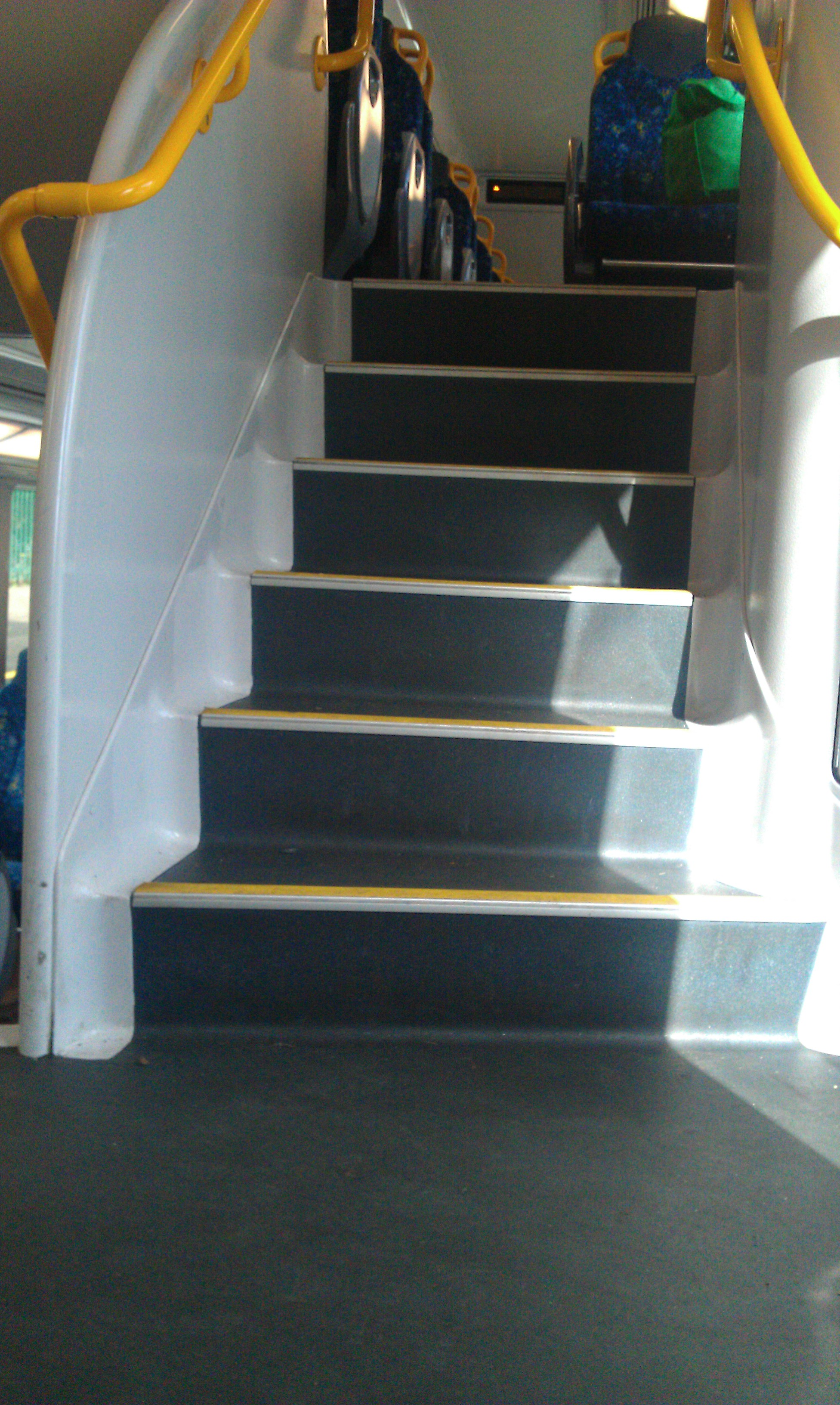
2階へ上がる階段
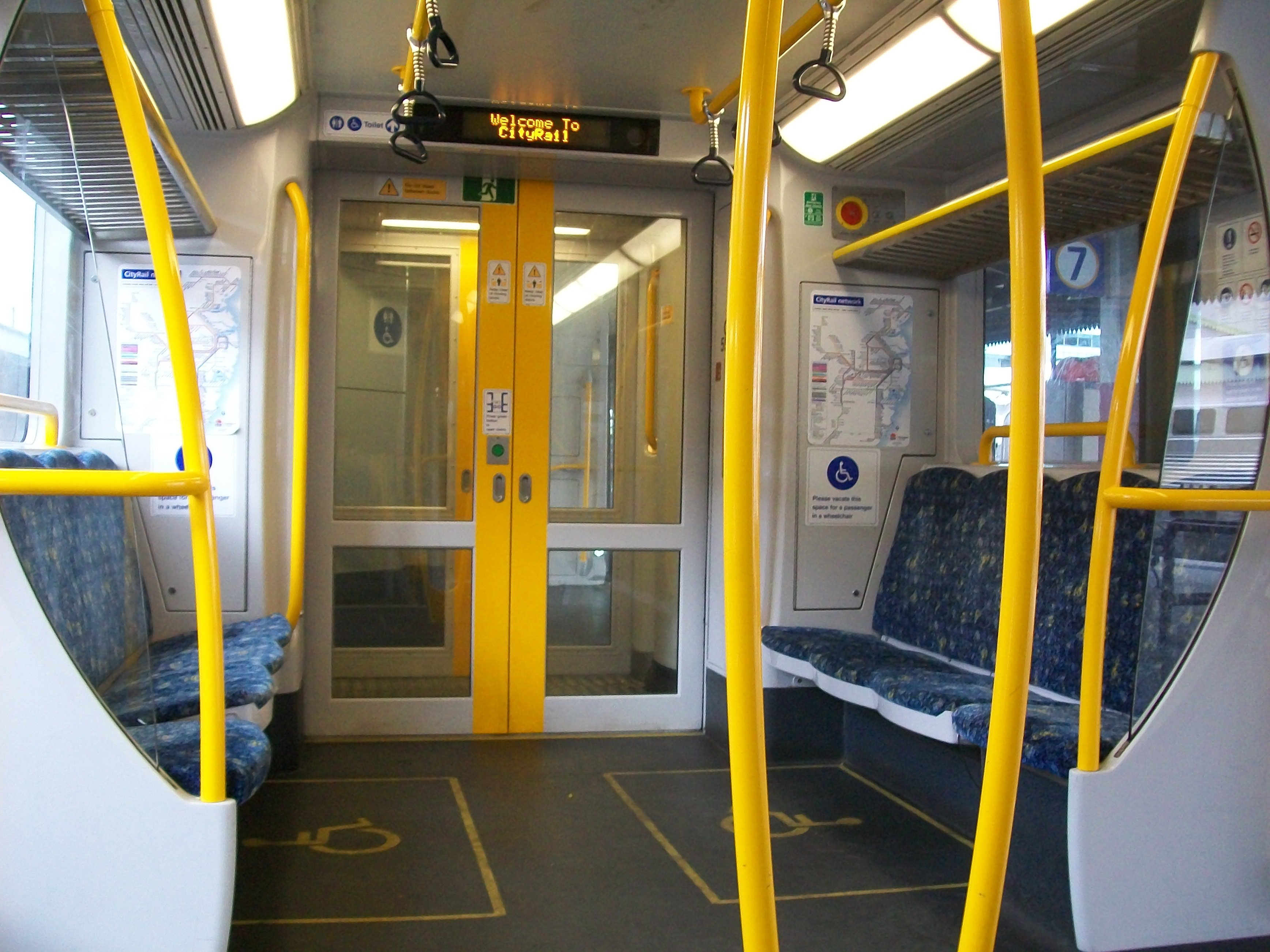
車端部分
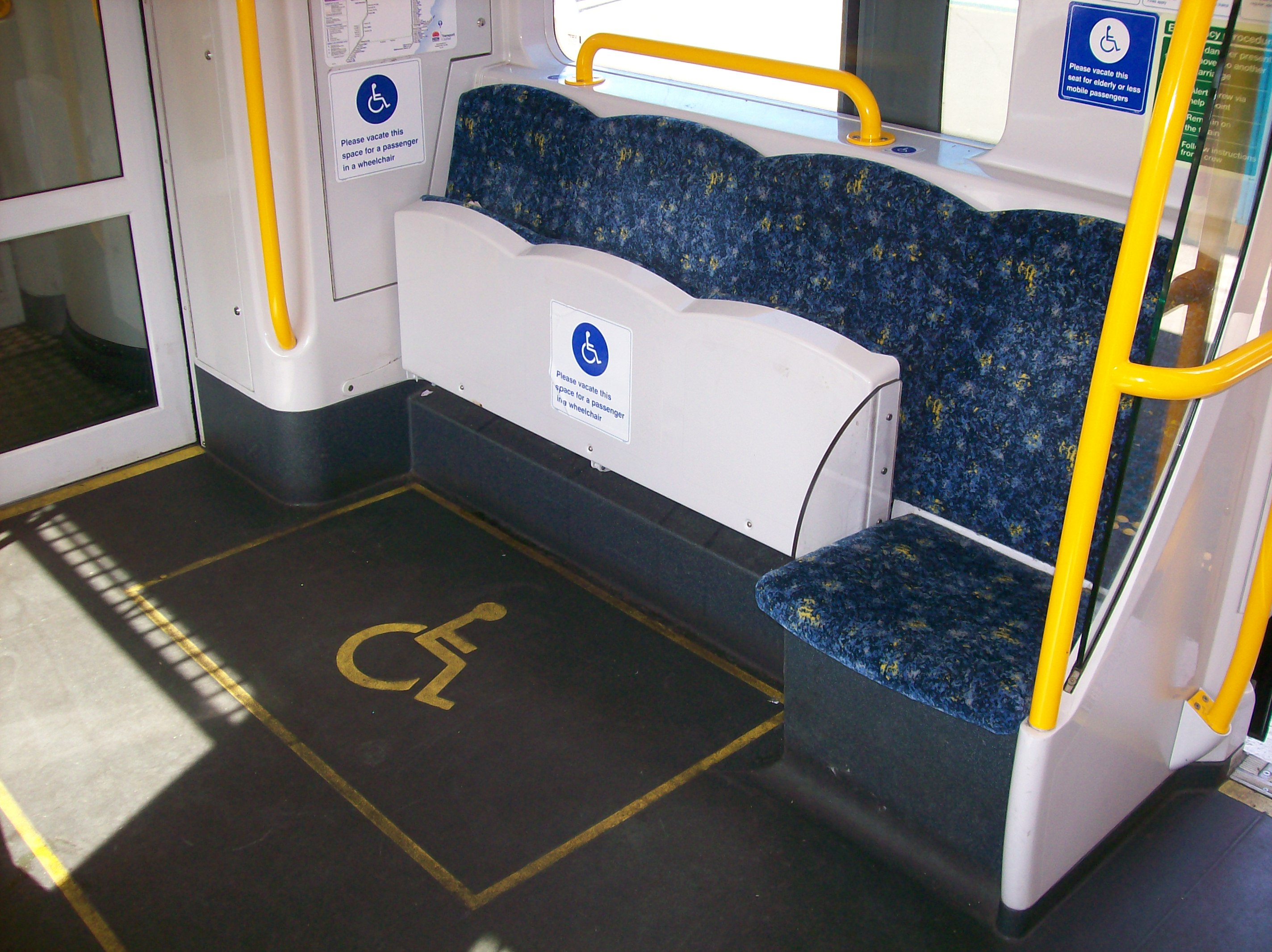
車端部分は一部座席を折り畳み車椅子スペースとする事も可能である
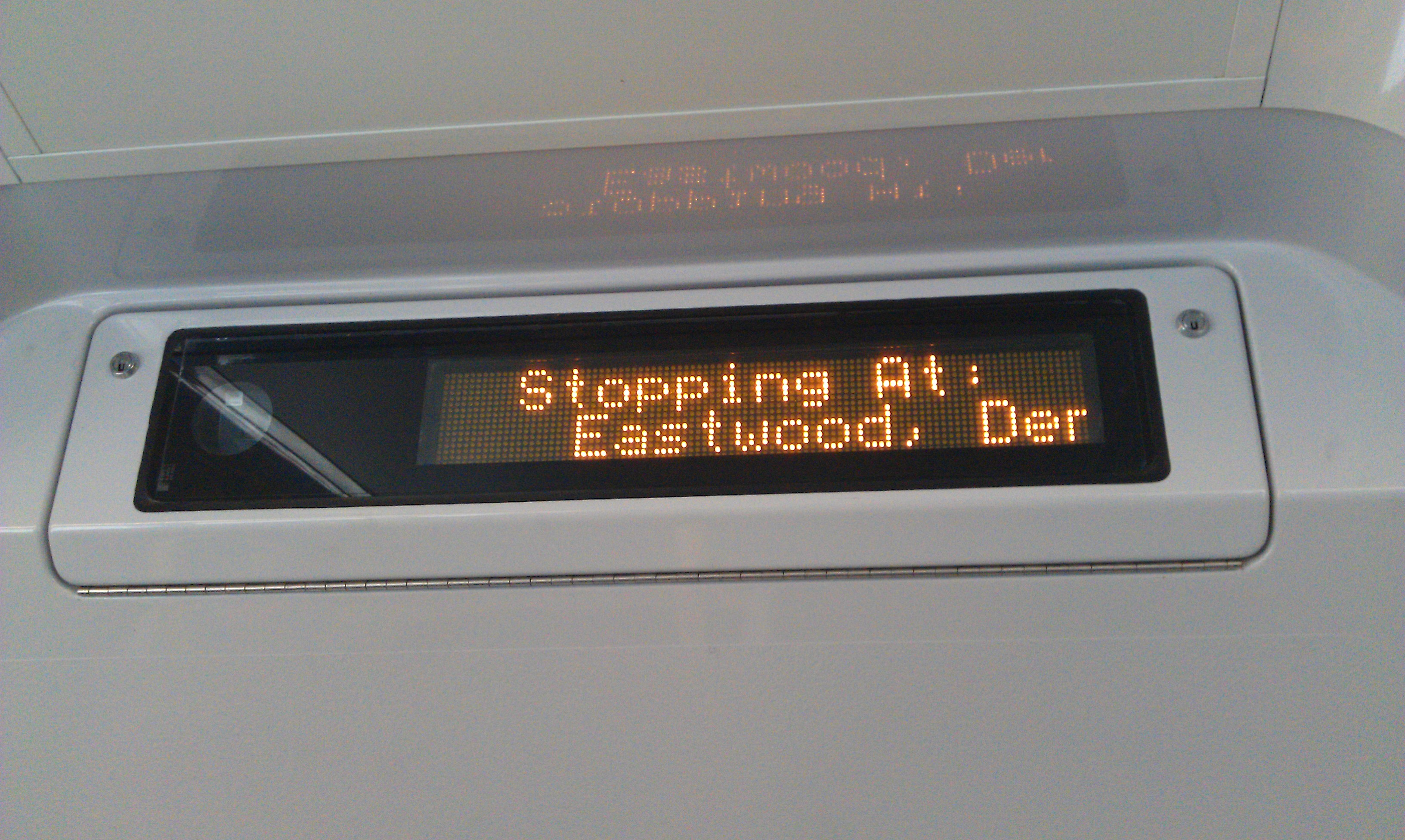
車内案内表示装置と車内の監視カメラ
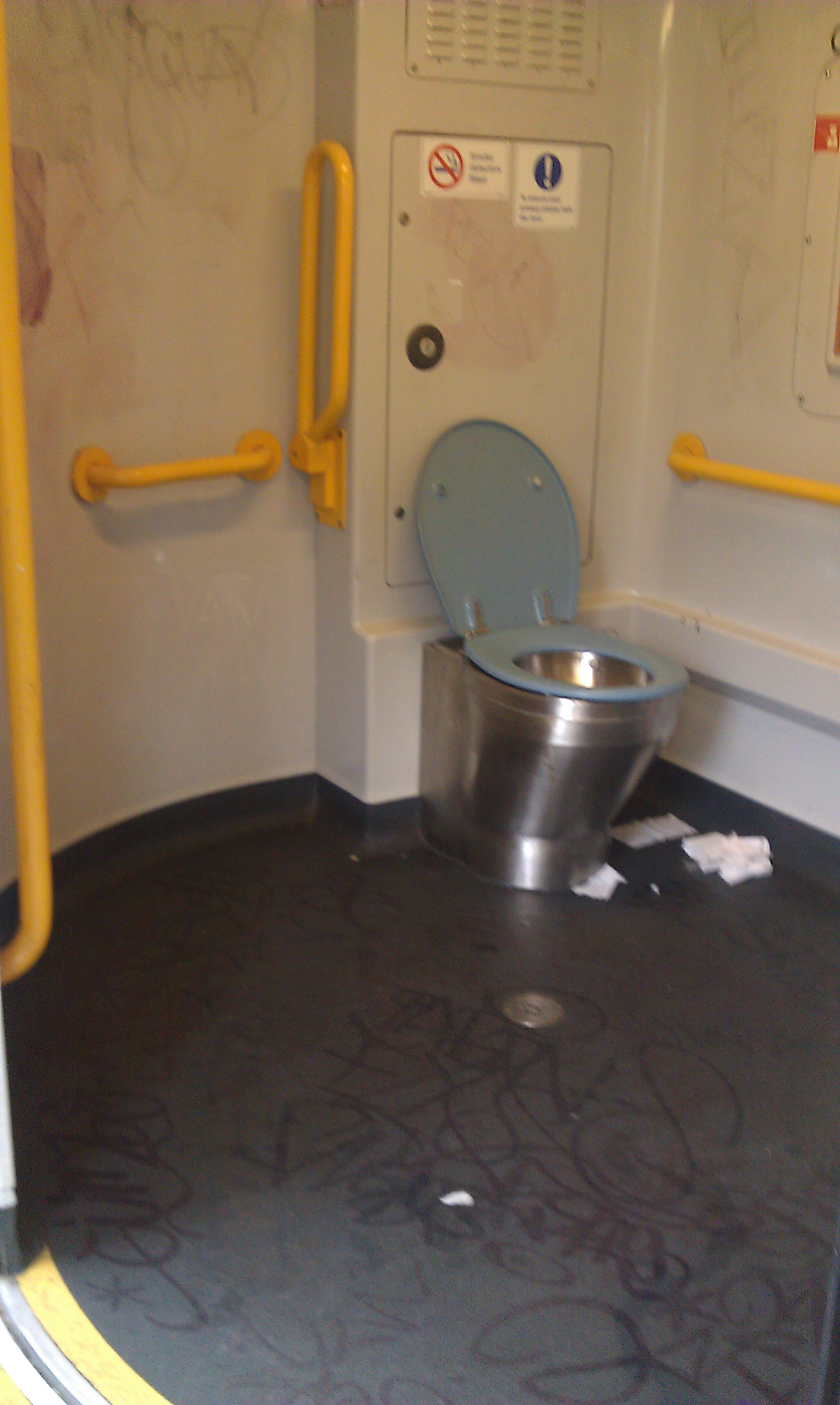
中間電動車に設置されたバリアフリー対応トイレ
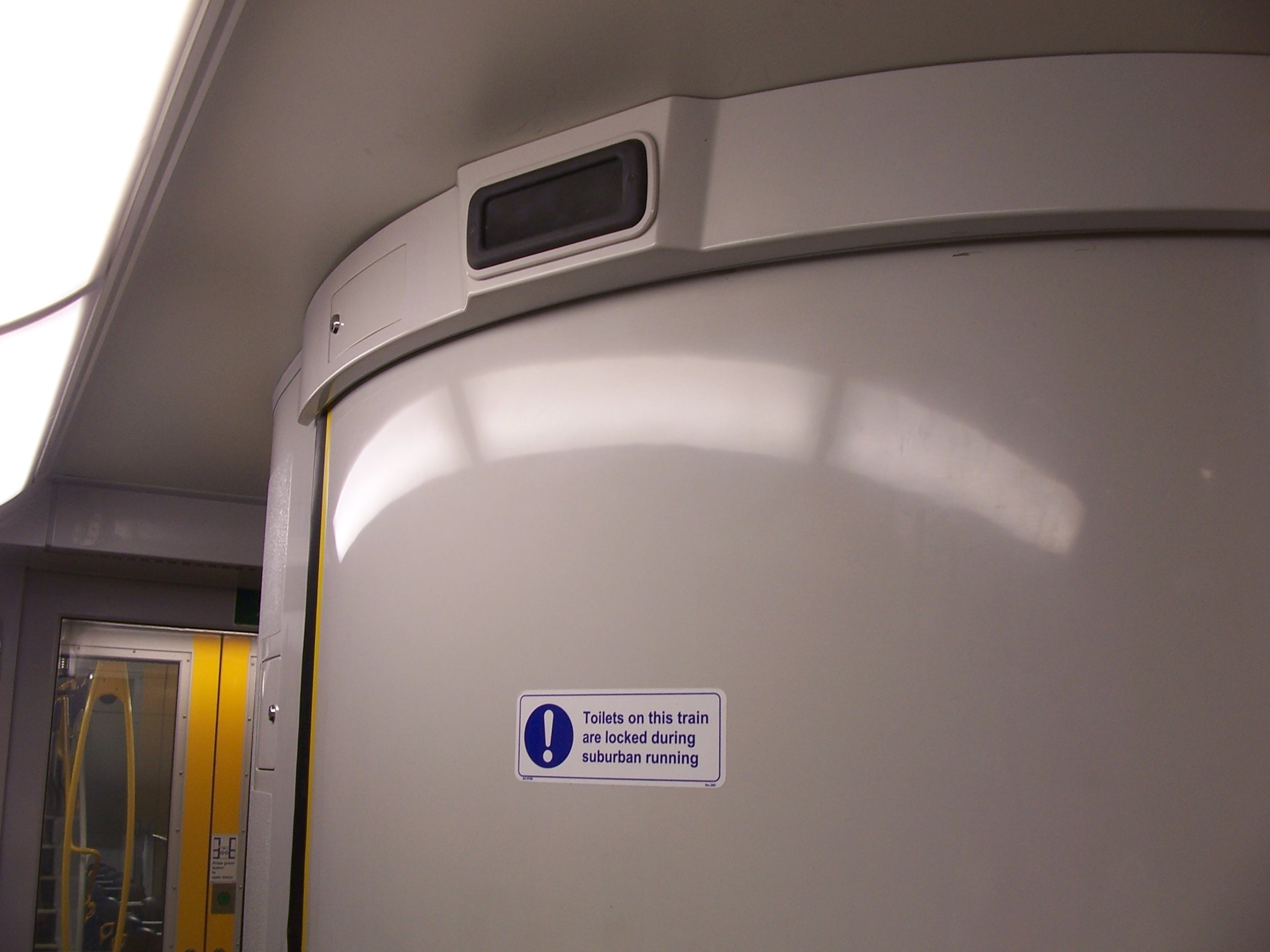
トイレの出入り口
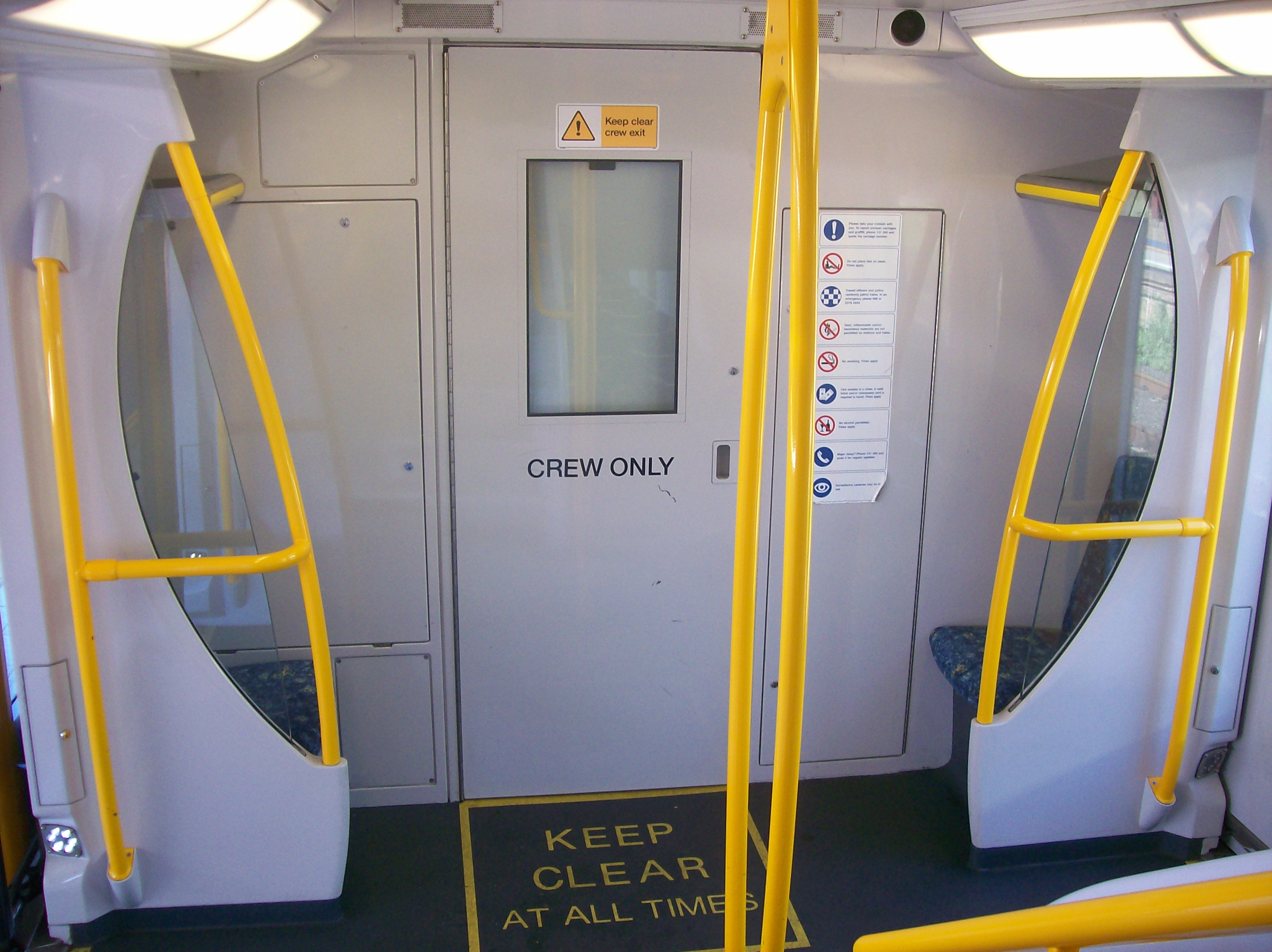
運転台付近

## 運用
最初の編成は2006年12月21日から営業運転を開始し、2012年まで製造が行われた。NSWトレインリンクが運行する列車のうち、主にサウス・コースト線（サウス・コースト・ライン）、セントラル・コースト＆ニューカッスル線（セントラル・コースト & ニューカッスル・ライン）で使用されている。

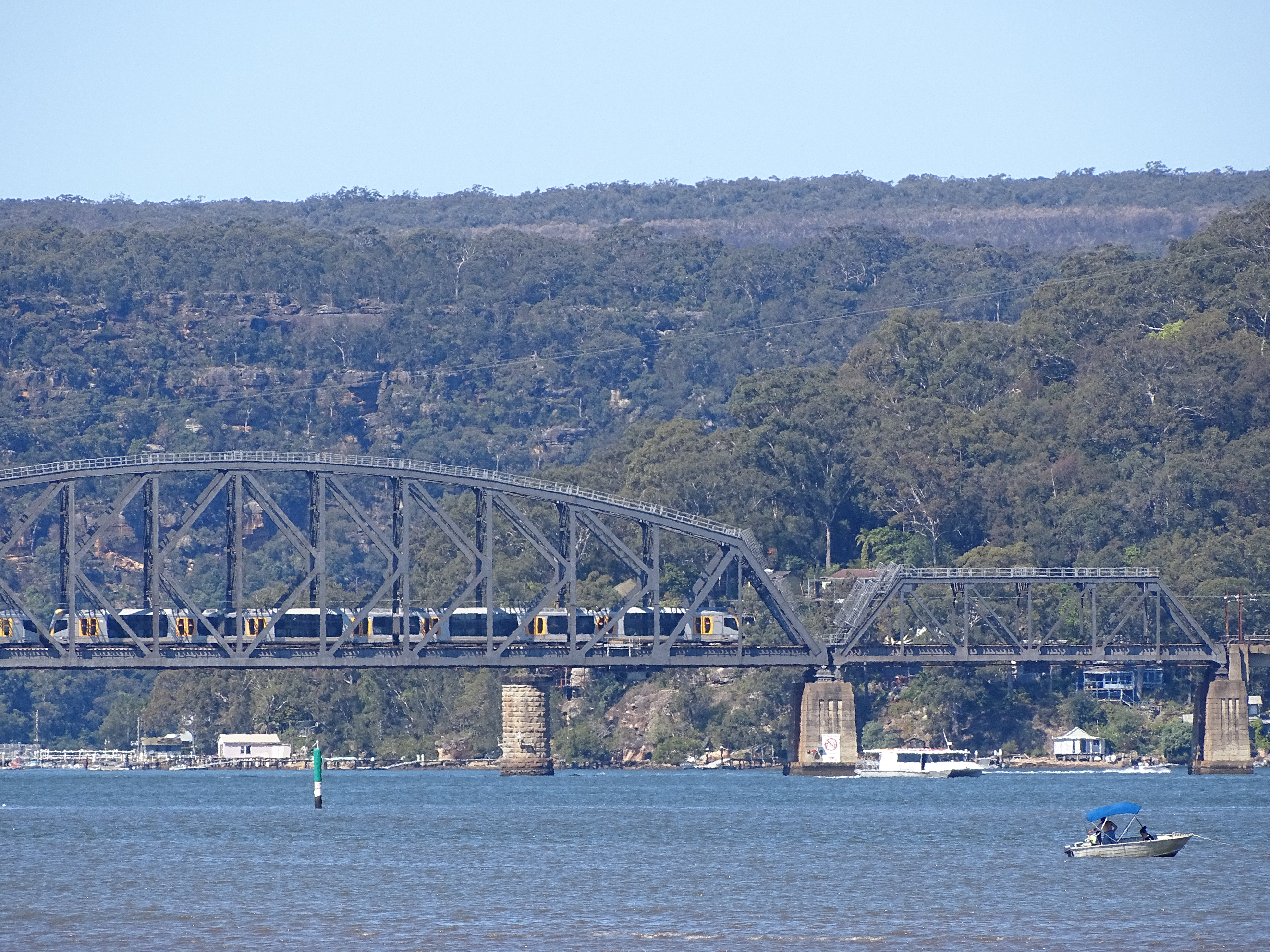
ホークスベリー川鉄道橋（英語版）を渡るH形電車
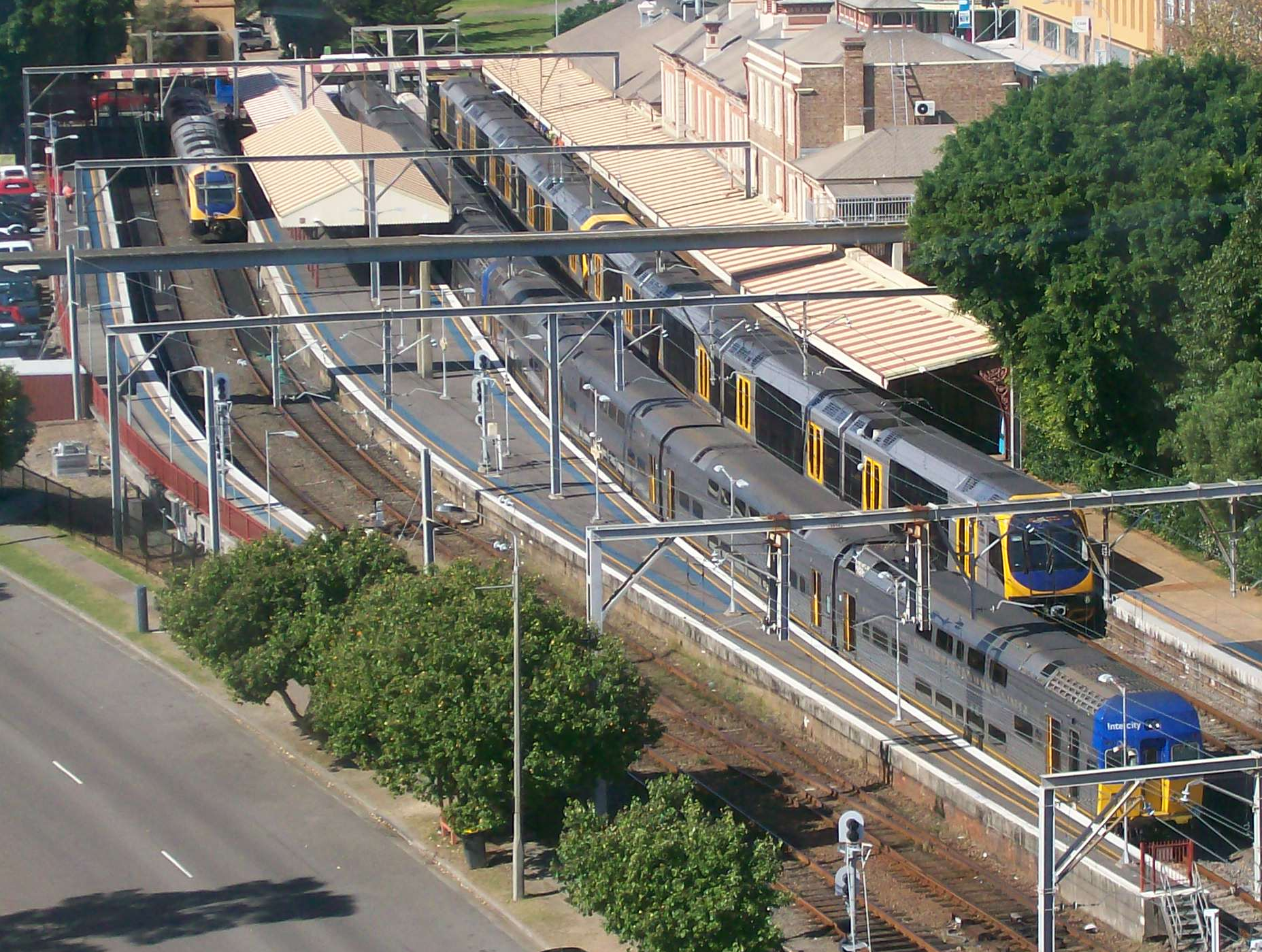
ニューカッスル駅（英語版）に停車するH形電車（右側）

## 今後の予定
2019年以降現代ロテム製の新型車両が都市間列車に導入される事に伴い、H形はシドニー・トレインズが運行する近郊列車へ転用される事になっている。これにより、シドニー・トレインズが使用していた非冷房車両（S形）が全て置き換えられ、近郊列車の100％冷房化が実現する予定である。